# 杜保禄

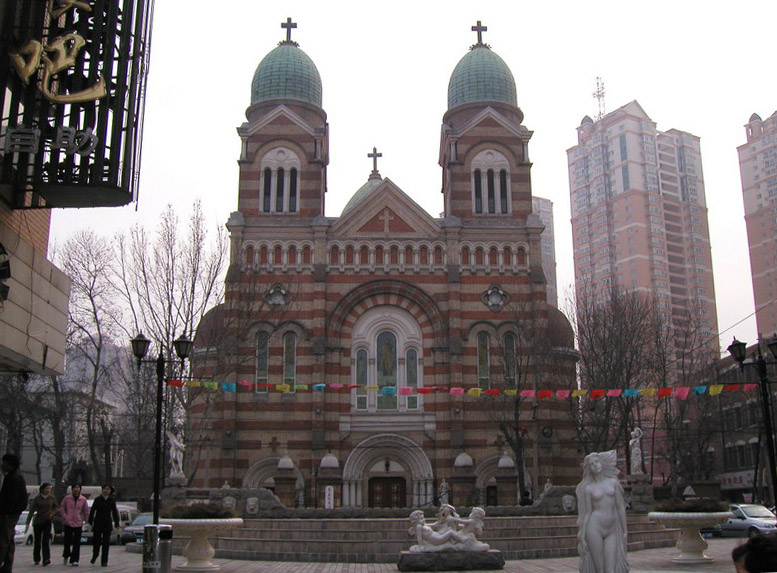
今日西开若瑟天主堂

杜保禄（法語：Paul-Marie Dumond；1864年4月2日—1944年2月19日）是天主教法國籍主教及遣使會會士。曾任直隸海濱宗座代牧區宗座代牧（1912年-1920年）、贛州宗座代牧區宗座代牧（1925年-1931年）、南昌宗座代牧區宗座代牧（1931年-1944年）。

## 生平
杜保禄出生于1864年4月2日，法蘭西第二帝國東南部羅訥省的首府里昂。1885年4月5日，他在21歲時加入遣使會。1888年8月10日，杜保禄在24歲時晉鐸，且被派遣到中國傳教。
1912年4月27日，聖座從直隸北境宗座代牧區劃出天津，成立直隸海濱宗座代牧區，並任命時任直隸北境宗座代牧區副主教及保定總鐸杜保禄為首任宗座代牧，領銜突尼西亞庫魯比教區主教。1912年6月30日，在北京由直隸北境宗座代牧林懋德主教主禮、直隸東境宗座代牧武致中主教和直隸中境宗座代牧富成功主教襄禮晉牧。
杜保禄就任之初，主教公署仍位於望海樓天主堂，但他认为此处市政设施不足，周边又没有可供拓展的空间。于是，在紧邻天津法租界西南面的老西开兴建新的主教座堂，并在主教座堂附近陆续开办了西开小学、若瑟小学、圣功小学、若瑟会修女院法汉学校和天主教医院，形成一大片教会建筑群。1916年，他在天津法租界擴張引發老西開事件中，涉及其中，並將支持中華民國的比利時籍副主教雷鳴遠降職調任浙江省寧波宗座代牧區。
1920年7月21日，聖座從江西南境宗座代牧區劃出贛州，成立贛州宗座代牧區。時任教宗本篤十五世任命杜保禄為贛州宗座代牧區宗座署理。1925年5月12日，再正式任命他為贛州宗座代牧區宗座代牧。1931年7月3日，杜保禄调任江西省南昌宗座代牧區宗座代牧。
杜主教任內分別主禮晉牧1928年的和若望為江西贛州助理宗座代牧和1929年的梅雅誼為江西吉安府輔理宗座代牧。並且，分別襄禮晉牧1918年的劉欽明為直隸東南助理宗座代牧和1935年的高其志為餘江宗座代牧。
1944年2月19日，杜保禄主教在中華民國江西省南昌去世，享年79岁。 